# راهبچه نیزه‌دار
راهِبچه نیزه‌دار (نام علمی: Micromonacha lanceolata) نام یک گونه از خانواده مرغ پفی است.